# دولت چهارم امیرعباس هویدا
دولت چهارم امیرعباس هویدا یکی از دولت‌های دوران پادشاهی مشروطه در دورهٔ پهلوی است که از شهریور ۱۳۵۴ تا مرداد ۱۳۵۶ فعالیت کرد. رئیس این دولت، امیرعباس هویدا بود.
با آغاز دوره بیست و چهارم مجلس شورای ملی، امیرعباس هویدا مطابق سنت پارلمانی استعفای هیئت دولت را در ۳۰ شهریور ۱۳۵۴ به حضور شاه تقدیم و پس از انتصاب مجدد به نخست‌وزیری (برای بار چهارم)، هیئت وزیران خود را ۳۱ شهریور به حضور شاه و ۱ مهر همراه با تقدیم برنامه دولتش به مجلس شورای ملی معرفی کرد.
مجلس شورای ملی در ۳ مهر ۱۳۵۴ با ۲۳۹ رأی به دولت وی رأی اعتماد داد.

## هیئت دولت
| نخست‌وزیر                                            |  | امیرعباس هویدا            | ۳۰ شهریور ۱۳۵۴ | ۱۵ مرداد ۱۳۵۶ | رستاخیز | [ ۱ ]       |
| وزیران                                              |  |                           |                |               |         |             |
| وزیر آموزش و پرورش                                  |  | احمد هوشنگ شریفی          | ۳۱ شهریور ۱۳۵۴ | ۱۳ آبان ۱۳۵۵  | رستاخیز | [ ۴ ]       |
| وزیر آموزش و پرورش                                  |  | منوچهر گنجی               | ۱۳ آبان ۱۳۵۵   | ۱۵ مرداد ۱۳۵۶ | رستاخیز | [ ۵ ]       |
| وزیر اطلاعات و جهانگردی                             |  | غلامرضا کیانپور           | ۳۱ شهریور ۱۳۵۴ | ۱۳ آبان ۱۳۵۵  | رستاخیز | [ ۴ ]       |
| وزیر اطلاعات و جهانگردی                             |  | کریم‌پاشا بهادری           | ۱۳ آبان ۱۳۵۵   | ۱۵ مرداد ۱۳۵۶ | رستاخیز | [ ۵ ]       |
| وزیر امور اقتصادی و دارایی                          |  | هوشنگ انصاری              | ۳۱ شهریور ۱۳۵۴ | ۱۵ مرداد ۱۳۵۶ | رستاخیز | [ ۴ ]       |
| وزیر امور خارجه                                     |  | عباسعلی خلعتبری           | ۳۱ شهریور ۱۳۵۴ | ۱۵ مرداد ۱۳۵۶ | رستاخیز | [ ۴ ]       |
| وزیر بازرگانی                                       |  | فریدون مهدوی              | ۳۱ شهریور ۱۳۵۴ | ۱۸ بهمن ۱۳۵۴  | رستاخیز | [ ۴ ]       |
| وزیر بازرگانی                                       |  | منوچهر تسلیمی             | ۱۸ بهمن ۱۳۵۴   | ۱۵ مرداد ۱۳۵۶ | رستاخیز | [ ۶ ]       |
| وزیر بهداری                                         |  | انوشیروان پویان           | ۳۱ شهریور ۱۳۵۴ | ۱۸ بهمن ۱۳۵۴  | رستاخیز | [ ۴ ] [ ۶ ] |
| وزیر بهداری و بهزیستی                               |  | شجاع‌الدین شیخ‌الاسلام‌زاده* | ۱۸ بهمن ۱۳۵۴   | ۱۳۵۵          | رستاخیز | [ ۶ ]       |
| وزیر بهداری و بهزیستی                               |  | شجاع‌الدین شیخ‌الاسلام‌زاده  | ۱۳۵۵           | ۱۵ مرداد ۱۳۵۶ | رستاخیز |             |
| وزیر پست و تلگراف و تلفن                            |  | کریم معتمدی               | ۳۱ شهریور ۱۳۵۴ | ۱۵ مرداد ۱۳۵۶ | رستاخیز | [ ۴ ]       |
| وزیر تعاون و امور روستاها                           |  | رضا صدقیانی               | ۳۱ شهریور ۱۳۵۴ | آبان ۱۳۵۵     | رستاخیز | [ ۴ ] [ ۵ ] |
| وزیر جنگ                                            |  | رضا عظیمی                 | ۳۱ شهریور ۱۳۵۴ | ۱۵ مرداد ۱۳۵۶ | نظامی   | [ ۴ ]       |
| وزیر دادگستری                                       |  | صادق احمدی                | ۳۱ شهریور ۱۳۵۴ | ۱۳ آبان ۱۳۵۵  | رستاخیز | [ ۴ ]       |
| وزیر دادگستری                                       |  | غلامرضا کیانپور           | ۱۳ آبان ۱۳۵۵   | ۱۵ مرداد ۱۳۵۶ | رستاخیز | [ ۵ ]       |
| وزیر راه و ترابری                                   |  | سید جواد شهرستانی         | ۳۱ شهریور ۱۳۵۴ | ۱۳ آبان ۱۳۵۵  | رستاخیز | [ ۴ ]       |
| وزیر راه و ترابری                                   |  | ابراهیم فرح‌بخشیان         | ۱۳ آبان ۱۳۵۵   | ۱۵ مرداد ۱۳۵۶ | مستقل   | [ ۵ ]       |
| وزیر رفاه اجتماعی                                   |  | شجاع‌الدین شیخ‌الاسلام‌زاده  | ۳۱ شهریور ۱۳۵۴ | ۱۸ بهمن ۱۳۵۴  | رستاخیز | [ ۴ ] [ ۶ ] |
| وزیر صنایع و معادن                                  |  | فرخ نجم‌آبادی              | ۳۱ شهریور ۱۳۵۴ | ۱۵ مرداد ۱۳۵۶ | رستاخیز | [ ۴ ]       |
| وزیر علوم و آموزش عالی                              |  | عبدالحسین سمیعی           | ۳۱ شهریور ۱۳۵۴ | ۷ اسفند ۱۳۵۵  | رستاخیز | [ ۴ ]       |
| وزیر علوم و آموزش عالی                              |  | قاسم معتمدی               | ۷ اسفند ۱۳۵۵   | ۱۵ مرداد ۱۳۵۶ | رستاخیز | [ ۷ ]       |
| وزیر فرهنگ و هنر                                    |  | مهرداد پهلبد              | ۳۱ شهریور ۱۳۵۴ | ۱۵ مرداد ۱۳۵۶ | رستاخیز | [ ۴ ]       |
| وزیر کار و امور اجتماعی                             |  | امیرقاسم معینی            | ۳۱ شهریور ۱۳۵۴ | ۱۳ آبان ۱۳۵۵  | رستاخیز | [ ۴ ]       |
| وزیر کار و امور اجتماعی                             |  | منوچهر آزمون              | ۱۳ آبان ۱۳۵۵   | ۱۵ مرداد ۱۳۵۶ | رستاخیز | [ ۵ ]       |
| وزیر کشاورزی و منابع طبیعی                          |  | منصور روحانی              | ۳۱ شهریور ۱۳۵۴ | ۱۵ مرداد ۱۳۵۶ | رستاخیز | [ ۴ ]       |
| وزیر کشور                                           |  | جمشید آموزگار             | ۳۱ شهریور ۱۳۵۴ | ۶ آبان ۱۳۵۵   | رستاخیز | [ ۴ ]       |
| وزیر کشور                                           |  | امیرعباس هویدا*           | ۶ آبان ۱۳۵۵    | ۱۳ آبان ۱۳۵۵  | رستاخیز | [ ۸ ]       |
| وزیر کشور                                           |  | امیرقاسم معینی            | ۱۳ آبان ۱۳۵۵   | ۱۵ مرداد ۱۳۵۶ | رستاخیز | [ ۵ ]       |
| وزیر مسکن و شهرسازی                                 |  | همایون جابر انصاری        | ۳۱ شهریور ۱۳۵۴ | ۱۵ مرداد ۱۳۵۶ | رستاخیز | [ ۴ ]       |
| وزیر نیرو                                           |  | ایرج وحیدی                | ۳۱ شهریور ۱۳۵۴ | ۷ اسفند ۱۳۵۵  | رستاخیز | [ ۴ ]       |
| وزیر نیرو                                           |  | پرویز حکمت                | ۷ اسفند ۱۳۵۵   | ۱۵ مرداد ۱۳۵۶ | مستقل   | [ ۷ ]       |
| وزیران مشاور                                        |  |                           |                |               |         |             |
| وزیر مشاور                                          |  | محمد یگانه                | ۴ آبان ۱۳۵۴    | ؟             | رستاخیز | [ ۹ ]       |
| وزیر مشاور                                          |  | فریدون مهدوی              | ۱۸ بهمن ۱۳۵۴   | ؟             | رستاخیز | [ ۶ ]       |
| وزیر مشاور                                          |  | جمشید آموزگار             | ۶ آبان ۱۳۵۵    | ۱۵ مرداد ۱۳۵۶ | رستاخیز | [ ۸ ]       |
| امور زنان                                           |  | مهناز افخمی               | ۱۰ دی ۱۳۵۴     | ۱۵ مرداد ۱۳۵۶ | رستاخیز | [ ۱۰ ]      |
| وزیر مشاور و معاون اجرایی نخست‌وزیر                  |  | هادی هدایتی               | ۳۱ شهریور ۱۳۵۴ | ۱۵ مرداد ۱۳۵۶ | رستاخیز | [ ۴ ]       |
| وزیر مشاور و معاون پارلمانی نخست‌وزیر                |  | سید ضیاءالدین شادمان      | ۳۱ شهریور ۱۳۵۴ | ۱۵ مرداد ۱۳۵۶ | رستاخیز | [ ۴ ]       |
| وزیر مشاور و نایب نخست‌وزیر در امور عمرانی و اقتصادی |  | محمدعلی صفی‌اصفیا          | ۳۱ شهریور ۱۳۵۴ | ۱۵ مرداد ۱۳۵۶ | رستاخیز | [ ۴ ]       |
| رئیس سازمان برنامه و بودجه                          |  | عبدالمجید مجیدی           | ۳۱ شهریور ۱۳۵۴ | ۱۵ مرداد ۱۳۵۶ | رستاخیز | [ ۴ ]       |
| معاونان نخست‌وزیر                                    |  |                           |                |               |         |             |
| دبیرکل سازمان امور اداری و استخدامی کشور            |  | امین عالیمرد              | ۱۳۵۴           | ۱۵ مرداد ۱۳۵۶ | رستاخیز |             |
| رئیس سازمان آمادگی ملی و بسیج غیرنظامی              |  | قاسم خزاعی                | شهریور ۱۳۵۴    | ۱۵ مرداد ۱۳۵۶ | نظامی   |             |
| رئیس سازمان اطلاعات و امنیت کشور                    |  | نعمت‌الله نصیری            | ۳۱ شهریور ۱۳۵۴ | ۱۵ مرداد ۱۳۵۶ | نظامی   |             |
| رئیس سازمان انرژی اتمی ایران                        |  | اکبر اعتماد               | ۳۱ شهریور ۱۳۵۴ | ۱۵ مرداد ۱۳۵۶ | مستقل   |             |
| رئیس سازمان اوقاف                                   |  | محمدحسین احمدی            | شهریور ۱۳۵۴    | ۱۵ مرداد ۱۳۵۶ | رستاخیز |             |
| رئیس سازمان تربیت بدنی ایران                        |  | علی حجت کاشانی            | ۳۱ شهریور ۱۳۵۴ | ۲۷ مرداد ۱۳۵۵ | نظامی   | [ ۱۱ ]      |
| رئیس سازمان حفاظت محیط زیست                         |  | اسکندر فیروز              | ۱۷ آذر ۱۳۵۴    | ۱۵ مرداد ۱۳۵۶ | مستقل   | [ ۱۲ ]      |

## یادداشت
1. ↑  پس از ادغام با وزارت تعاون و امور روستاها، وزیر کشاورزی و عمران روستایی نامیده شد.